# 344 Desiderata
344 Desiderata è un asteroide della fascia principale del diametro medio di circa 132,27 km. Scoperto nel 1892, presenta un'orbita caratterizzata da un semiasse maggiore pari a 2,5945630 UA e da un'eccentricità di 0,3161083, inclinata di 18,35536° rispetto all'eclittica.
Il suo nome è probabilmente dedicato a Désirée Clary, già fidanzata di Napoleone Bonaparte e quindi moglie di Jean-Baptiste Jules Bernadotte, in seguito diventato Re di Svezia con il nome di Giovanni Carlo XIV.